# علقى
علقى أو صفيرة (الاسم العلمي: Dipterygium)، جنس نباتات جُنيبية مُزهرة من فصيلة القبارية. ولها عدة استخدامات طبية.

## التوزيع الجغرافي
توجد في مصر (جنوب شرق - مصر)، إيران (جنوب إيران) ، سلطنة عمان (ظفار، مسقط) ، السعودية ( فيجميع المناطق تقريبًا)، اليمن (صحراء عدن، حضرموت الساحلية، شمال شرقي اليمن: حضرموت الداخلية، شمال اليمن)، الإمارات العربية المتحدة ، باكستان(السند، بلوشستان، البنجاب الباكستاني)، الصومال، جيبوتي، إريتريا ، شمال السودان ، شمال غرب الهند (راجستان).